# ラグビー・パーク
ラグビー・パーク（Rugby Park）は、スコットランド・イースト・エアシャイアのキルマーノックにあるサッカー専用スタジアム。キルマーノックFCのホームスタジアムとなっている。

## 概要
1899年にこのスタジアムがオープンした当初からキルマーノックが使用中。
収容人数は18,128人で全面座席(en)となっており、スコットランドにある全面座席スタジアムの中でマレーフィールド・スタジアム（エディンバラ）、セルティック・パーク、アイブロックス、ハムデン（グラスゴー3スタジアム）とピットドリー（アバディーン）に次いで6番目に大きいスタジアムとなっている。
後に続くのが、イースター・ロードでありタインカッスル（ともにエディンバラ）である。

## 入場者数

### 平均入場者数
- 2007-2008: 6,181人 （プレミアリーグ）
- 2006-2007: 7,564人 （プレミアリーグ）
- 2005-2006: 7,071人 （プレミアリーグ）
- 2004-2005: 5,930人 （プレミアリーグ）

### 最大入場者数
- 28,000人 （インターシティーズ・フェアーズカップ） キルマーノック 対 FCバルセロナ, 1966年